# Habonim Dror
Habonim Dror (en Hébreu: הבונים דרור; « Les bâtisseurs de liberté ») est un mouvement de jeunesse sioniste, socialiste et h'aloutsique (pionnier) de dimension mondiale présent dans 14 pays : Australie, Nouvelle Zélande, Afrique du Sud, Argentine, Brésil, Uruguay, Mexique, États-Unis, Canada, France, Belgique, Allemagne, Pays-Bas et Royaume Uni (il existe entre 30 et 40 locaux officiels à travers le monde). Toutefois, quelques activités non officielles en rapport avec le mouvement sont recensées dans certains pays comme le Zimbabwe, le Panama et la Suède. Il est né de la fusion des mouvements Ikhoud Habonim et Dror en 1982. La H'oultsa (en hébreu : חולצה; « Chemise »), que portent tous les H'averim (en hébreu «amis») pour être tous égaux est une chemise bleue, ornée du semel, l'emblème du mouvement, représentant un épi de blé et une Magen David tournés symboliquement vers la gauche.

## Histoire
L'Habonim Dror fut fondé en 1982 lors la fusion de deux autres mouvements de jeunesse juifs, l'Ikhoud Habonim et le Dror. Celui-ci a été créé en 1915 par l'association de différents mouvements de jeunesse sionistes en Pologne. L'Ikhoud Habonim quant à lui a été créé en 1928 à Stepney, un quartier de Londres, par Wellesley Aron, Chaim Lipshitz et Norman Lourie.

## Organisation
Le secrétariat général de l'Habonim Dror se trouve à Tel Aviv (Israël), dans les locaux de la centrale du Mouvement Kibboutzique Unifié (TAKAM). L'Habonim Dror Olami (qui organise le mouvement au niveau mondial) envoie des "chli'him" (en hébreu : שְׁלִיחִים; « Envoyés »), et sont donc des directeurs dans les différentes villes où l'Habonim Dror est présent pour diriger la branche locale. Les chlih'im ont vécu en Israël et quittent leur travail avec leur famille pour se consacrer à plein temps à la gestion du mouvement, que ce soit au niveau communale ou régional. Sous le chaliah', on trouve les bogrim (en hébreu : בּוֹגְרִים; « Adultes ») qui représentent l'intermédiaire entre les madri'him et le chaliah'. Les madri'him (en hébreu : מַדְרִיכִים, littéralement "guides") sont ceux qui sont en contact direct avec les h'averim (en hébreu : חֲבֵרִים; « Amis », les jeunes du mouvements). Ils sont d'anciens h'averim et ont suivi un séminaire d'un an pour consolider les connaissances théoriques acquises durant leur vie au mouvement et acquérir la pratique nécessaire pour s'occuper des h'averim dont l'âge va de 6 à 16 ans. Ce séminaire comporte des mises en situation appelées yom kah'ol (en hébreu : יום כחול, journée bleue, en rapport avec la chemise) d'une durée allant d'une soirée à une journée entière. Les madri'him commencent à gérer des h'averim à partir de l'âge de 16 ans et restent en général deux ans au même stade, après quoi ils entament des études ou peuvent devenir bogrim.

## Valeurs du mouvement
L'Habonim Dror possède 3 valeurs fondamentales : le sionisme, le socialisme et le h'aloutsisme.
Le sionisme est un mouvement qui vise à soutenir l'État d'Israël, à être pour son existence légitime. C'est une valeur commune à plusieurs mouvements de jeunesse juifs. Le socialisme est une valeur qui fait que les h'averim de l'Habonim Dror vivent en communauté sur un système complètement opposé à celui basé sur la propriété individuelle (en l'occurrence la propriété de biens matériels). C'est le principe fondamental des kibboutzim, ce qui fait de l'Habonim Dror un mouvement kibboutznique. Le h'aloutsisme, c'est l'esprit pionnier en rapport avec les pionniers d'Israël. Le h'aloutsisme c'est aussi le travail de la terre que pratiquaient les pionniers Israéliens. Autrement dit, l'Habonim Dror bâtit et inculque des valeurs à ses membres
En effet, après l'apprentissage des valeurs du mouvements ainsi que leur signification, les h'averim participent à des débats sur différents sujets (le plus souvent en rapport avec Israël ou le judaïsme), et sont amenés à argumenter sur des sujets de plus en plus délicats et précis, ce qui les rend aptes à défendre leur position dans un cadre de débat extérieur.

## Les symboles

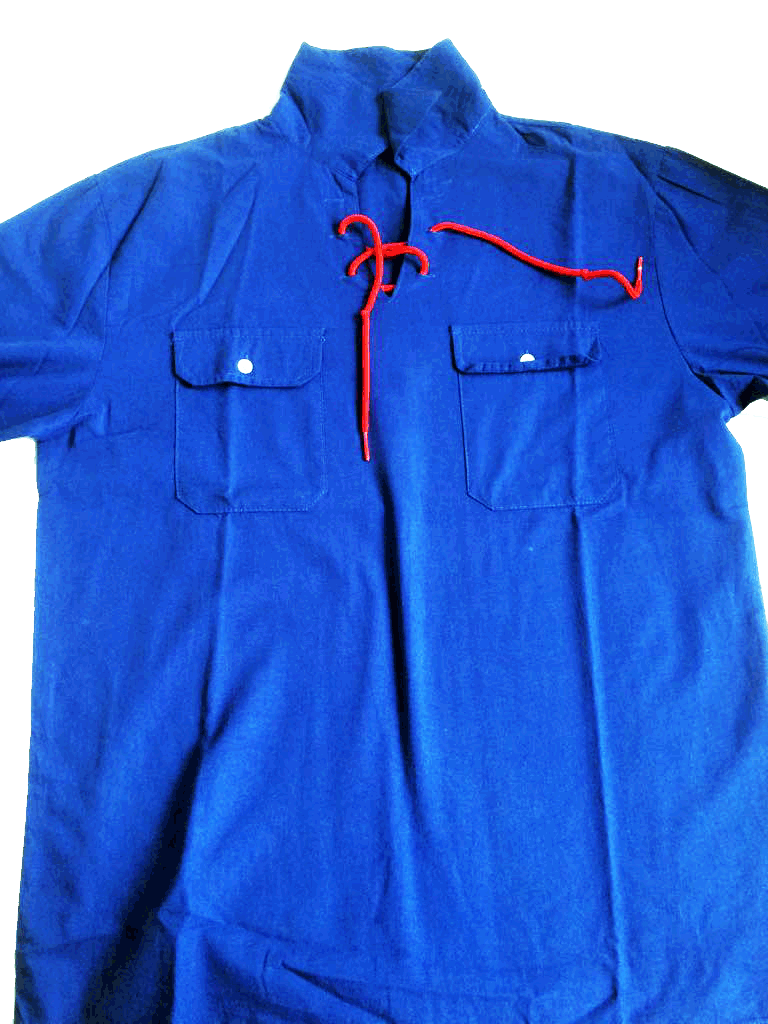
Il s'agit de la chemise portée par tous les haverim du mouvement (enfants) afin de représenter celui-ci, et ses valeurs (socialisme, haloutisme et sionisme).

Le semel (le logo) de l'Habonim Dror représente les trois valeurs fondamentales : un épi de blé qui représente le travail de la terre des pionniers (h'aloutsisme), une Magen David (sionisme) le tout tourné vers la gauche (socialisme).
La h'oultsa ("chemise " en hébreu) est le vêtement emblématique du mouvement. Elle est portée à chaque événement officiel ou non durant lequel l'Habonim Dror est représenté. Elle est de couleur bleue et blanche, couleurs de l'état d'Israël pour représenter le sionisme mais cela peut aussi représenter les bleus causés par le travail de la terre des pionniers (h'aloutsisme). L'emblème est au dos en blanc pour représenter le socialisme et un fil rouge (représentant le sang des pionniers, soit le h'aloutsisme) vient compléter l'ensemble.
Le drapeau, où est représenté l'emblème, encadré par l'inscription "Habonim Dror" en translittéré en haut et en hébreu au-dessous, le tout en blanc sur fond rouge.